# تيم أور
تيم أور (بالإنجليزية: Tim Orr)‏ هو مصور سينمائي أمريكي، ولد في 1968 في كارولاينا الشمالية في الولايات المتحدة.

## وصلات خارجية
- الموقع الرسمي
- تيم أور على موقع IMDb (الإنجليزية)
- تيم أور على موقع ألو سيني (الفرنسية)
- تيم أور على موقع أول موفي (الإنجليزية)
- تيم أور على موقع قاعدة بيانات الأفلام السويدية (السويدية)
- تيم أور على موقع قاعدة بيانات الفيلم (الإنجليزية)
- تيم أور على موقع كينوبويسك (الروسية)